# Ґнойно (Мазовецьке воєводство)
Ґнойно (пол. Gnojno) — село в Польщі, у гміні Пултуськ Пултуського повіту Мазовецького воєводства.
Населення — 164 особи (2011).
У 1975—1998 роках село належало до Цехановського воєводства.

## Демографія
Демографічна структура станом на 31 березня 2011 року:
|          | Загалом | Допрацездатний вік | Працездатний вік | Постпрацездатний вік |
| -------- | ------- | ------------------ | ---------------- | -------------------- |
| Чоловіки | 88      | 11                 | 56               | 21                   |
| Жінки    | 76      | 7                  | 33               | 36                   |
| Разом    | 164     | 18                 | 89               | 57                   |